# Yamil Mustafyevich Mustafin
Yamil Mustafyevich Mustafin (tiếng Nga: Ямиль Мустафиевич Мустафин, sinh ngày 20 tháng 5 năm 1927 tại làng Usmanov, Bashkir) là một nhà văn, nhà báo Liên Xô - nay là Liên bang Nga.

## Tiểu sử và sự nghiệp
Năm 1932, gia đình Mustafin bị lưu đày tới Sibir. Trên đường đi, cha ông bị sốt thương hàn nên họ buộc phải dừng chân ở làng Tayshet, sau đó thì người cha cũng qua đời.
Năm 1945, Yamil Mustafin học xong lớp 10.

### Tác phẩm
Các tác phẩm của Yamil Mustafin đã được dịch ra nhiều thứ tiếng Anh, Pháp, Ba Lan, Đức, Mông Cổ, Việt Nam, và ngôn ngữ của một số dân tộc ở Liên Xô.
- Thời thơ ấu gian khổ (tiểu thuyết, 1970)

## Vinh danh
- Huy hiệu danh dự, Huân chương hữu nghị (CHND Trung Hoa - 1953)
- Công dân danh dự thành phố Tayshet (Irkutsk)
- Danh nhân văn hóa nước Cộng hòa Xã hội chủ nghĩa Soviet tự trị Bashkir